# Siedlisko (województwo wielkopolskie)
Siedlisko (pol. hist. Maństwo, Siedliska) – wieś w Polsce położona w województwie wielkopolskim, w powiecie czarnkowsko-trzcianeckim, w gminie Trzcianka, przy skrzyżowaniu drogi wojewódzkiej nr 153 z drogą wojewódzką nr 180 i przy trasie linii kolejowej Gorzów Wielkopolski - Trzcianka - Piła - Chojnice - Gdańsk.

## Ogólne informacje
Siedlisko jest największą i drugą najludniejszą wsią w Gminie Trzcianka.
Obecnie we wsi funkcjonuje kilka firm prywatnych, m.in. zakład obróbki aluminium „Zobal” oraz stolarnia. We wsi jest kilkudziesięciu gospodarzy, którzy na ziemiach III, IV, i V klasy prowadzą produkcję roślinną i zwierzęcą, głównie hodowlę bydła. Miejscowość do chwili obecnej pozostała centrum usługowym dla okolicznych wsi i mniejszych osad. Są w niej trzy sklepy, poczta oraz obiekty oświatowe

## Historia
Miejscowość pierwotnie związana była z Wielkopolską. Istnieje co najmniej od końca XVI wieku kiedy została lokowana. Według historyków w miejscu powstania wsi Siedliska istniała dawnejsza osada o nazwie "Maństwo" odnotowana w 1557 pod nazwą "Mansthwo". Jest to jedyna wzmianka o tej wcześniejszej osadzie, która zachowała się w dokumencie podziału dóbr należących do braci Czarnkowskich. Wtedy to kasztelan śremski i rogoziński Wojciech Czarnkowski syn kasztelana bydgoskiego Macieja Czarnkowskiego otrzymał w działach z braćmi udziały we wsiach leżących w dobrach czarnkowskich: Gębicach, Maństwie, Radosiewie i innych. Wieś "Maństwo" powstała prawdopodobnie niewiele wcześniej od Siedliska jednak w jej nazwie utrwalony został przekaz o średniowiecznej instytucji manów, charakterystycznej dla zachodniego pogranicza Wielkopolski i Nowej Marchii.
Wieś Siedlisko wymieniona została po raz pierwszy w 1595 roku po polsku jako "Siedliska" oraz po niemiecku jako "Stiegelitze". Po rozbiorach Polski w latach 1796-1802 używano zgermanizowanej nazwy "Stieglitz".
Miejscowość była wsią szlachecką leżącą w dobrach czarnkowskich i należącą do lokalnej szlachty wielkopolskiej z rodu Czarnkowskich herbu Nałęcz III, a później także do Tłukowskich i Łąckich. W 1595 leżała w powiecie poznańskim Korony Królestwa Polskiego.
W 1591 właściciel wsi kasztelan santocki Jan Czarnkowski syn Wojciecha, wystawił przywilej dla sołtysa w Siedliskach, który został oblatowany w 1654. W 1595 Jan sprzedał z zastrzeżeniem prawa wykupu Stanisławowi Tłukomskiemu wsie Radosiewie, Jędrzejewo i Siedliska za 4000 złotych polskich. W 1595 Jan Czarnkowski sprzedał z zastrzeżeniem prawa wykupu Mikołajowi Łąckiemu chorążemu poznańskiemu połowę miasta Czarnków wraz z wsiami, w tym m.in. z Siedliskami, za 12 tys. złotych polskich. W latach 1599-1611 Siedliska leżące w części dóbr Czarnków należały do Jana Czarnkowskiego kasztelana międzyrzeckiego oraz jego żony Zofii z Fulsztyna. W 1619 po śmierci właściciela wieś wraz z całym majątkiem odziedziczył jego brat Stanisław Czarnkowski.
W 1667 r. we wsi stanął pierwszy kościół. Była to ewangelicka świątynia, ufundowana przez ród Czarnkowskich. Wieś stała się własnością Stanisława Poniatowskiego w 1738 r., który siedemnaście lat później sprzedał Siedlisko Alojzemu Radolińskiemu.
Po I rozbiorze Polski, Siedlisko weszło w granice Królestwa Prus. W roku 1807, w wyniku kongresu wiedeńskiego, miejscowość należała do Księstwa Warszawskiego. W 1815 r. znowu znalazła się w granicach Prus.
Słownik geograficzny Królestwa Polskiego wymienia dwukrotnie Siedlisko, ale błędnie utożsamia je ze wsią Radoszewo.

### Linia Kolejowa
Budowa linii kolejowej w 1851 r. przyspieszyła rozwój wsi. Na początku XX wieku w Siedlisku istniała piekarnia, rzeźnia, a także sklep żelazny.

### Kościół
W latach 1907–1908 we wsi stanął nowy, murowany kościół ewangelicki, zbudowany w stylu eklektycznym, zwieńczony wysoką iglicą, od 1945 r. katolicki.

### Dawna Gmina
W latach 1945–54 i 1973–1976 miejscowość była siedzibą władz gminy Siedlisko. W latach 1975–1998 miejscowość położona była w województwie pilskim.
Do początku lat 90. w Siedlisku znajdował się kombinat PGR.
W centrum wsi znajdował się dawniej pomnik w miejscu, gdzie w 1945 r. pochowano poległych żołnierzy. Obecnie prochy żołnierzy znajdują się na cmentarzu wojskowym w Pile.

## Edukacja i Kultura
Siedlisko posiada szkołę podstawową i ośrodek zdrowia.
We wsi działa również filia Biblioteki Publicznej Miasta i Gminy im. Kazimiery Iłłakowiczówny w Trzciance oraz remiza Ochotniczej Straży Pożarnej.
W siedlisku odbywają się autorskie przedstawienia, występy artystyczne, cykliczne imprezy (np. Dzień Brodatego Gożdzika z przeglądem zespołów muzycznych i wokalnych) i obchody, cykliczne konkursy: plastyczne, poetyckie, wokalne.
We wsi znajduje się świetlica wiejska z salą, sceną i wyposażonym zapleczem kuchennym, dwa place zabaw, miejsce na ognisko, pełnowymiarowe boisko sportowe, zielone zakątki z ławeczkami, plenerowa scena, stacja rowerowa, domek na stadionie, wiaty z drewnianymi stołami i ławkami, utwardzony plac do imprez plenerowych.

## Tradycja
- Dożynki parafialne i wiejskie, odpust parafialny, tradycyjna procesja przez wieś ze stacjami przy figurkach i krzyżach na Boże Ciało, droga krzyżowa Siedlisko – Rychlik – Siedlisko, pielgrzymka do Skrzatusza i do Częstochowy.
- Tradycja wspólnego wyplatania wieńca dożynkowego i przygotowania obrzędu dożynkowego oraz prezentacji wieńca, tradycja wspólnego świętowania Dnia Kobiet i Dnia Dziecka, Dnia Babci i Dziadka, pisanie autorskich pieśni, piosenek i scenariuszy przedstawień związanych z ww. świętami i tradycjami[9].

## Transport
Wieś posiada remizę Ochotniczej Straży Pożarnej, co czyni ją kluczowym punktem w walce z pożarami oraz pomocy mieszkańcom.
We wschodniej części Siedliska mieści się aktywna stacja kolejowa: Siedlisko Czarnkowskie.

## Przyroda
We wsi rosną ponad stuletnie drzewa: lipy przy kościele, ogromna lipa na cmentarzu ewangelickim, kasztanowce przy sali wiejskiej, dąb przy figurce Matki Boskiej, kolejny przy cmentarzu, dęby przy skrzyżowaniu ulic w centrum wsi, ogromna wierzba przy „szlaku spacerowym”.

## Sport
W Siedlisku funkcjonują dwie drużyny sportowe: UKS Gwiazda Siedlisko i Korona Siedlisko.